# Julie Zogg
Julie Zogg (* 1. Oktober 1992 in Walenstadt) ist eine Schweizer Snowboarderin. Sie startet in den  Paralleldisziplinen.

## Werdegang
Zogg, die für den SC Flumserberg startet, fuhr im Dezember 2007 ihr erstes Weltcuprennen in Nendaz, welches sie auf dem 33. Platz im Parallelslalom beendete. Seit 2008 startet sie ebenfalls im Europacup, bei den sie 2014 den zweiten Platz in der Parallelwertung belegte. Ihren ersten internationalen Erfolg hatte sie im Januar 2009 bei dem Europäischen Olympischen Winter-Jugendfestival 2009 in Szczyrk. Dort gewann sie Gold im Parallel-Riesenslalom. Zwei Wochen später holte bei den Snowboard-Juniorenweltmeisterschaften 2009 in Nagano Silber im Parallel-Riesenslalom und Gold im Parallelslalom. Im folgenden Jahr gewann sie bei den Snowboard-Juniorenweltmeisterschaften 2010 Silber im Parallel-Riesenslalom und Parallelslalom. Im Januar 2011 erreichte sie in Bad Gastein mit dem zehnten Platz im Parallelslalom ihre erste Top-Zehn-Platzierung im Weltcup. Im selben Monat errang sie bei den Snowboard-Weltmeisterschaften 2011 in La Molina den 22. Rang im Parallel-Riesenslalom und den 14. Platz im Parallelslalom. Bei den Snowboard-Juniorenweltmeisterschaften 2011 und 2012 holte sie Gold im Parallel-Riesenslalom und Parallelslalom. Im Januar 2012 erreichte sie in Bad Gastein mit dem zweiten Platz im Parallelslalom erstmals eine Podestplatzierung im Weltcup. Es folgten in der Saison drei dritte Plätze und schliesslich der sechste Platz in der Parallelgesamtwertung.
Bei ihrer ersten Olympiateilnahme 2014 in Sotschi kam sie auf den neunten Platz im Parallel-Riesenslalom und den siebten Rang im Parallelslalom. Nach schwächerem Beginn in die Saison 2014/15 belegte sie in Bad Gastein den dritten Platz im Parallelslalom. Bei den Snowboard-Weltmeisterschaften 2015 am Kreischberg errang sie den sechsten Platz im Parallelslalom und den vierten Platz im Parallel-Riesenslalom. Es folgten in der Saison drei zweite Plätze. Anfang März 2015 holte sie in Asahikawa ihren ersten Weltcupsieg im Parallelslalom. Die Saison beendete sie auf dem dritten Platz im Parallel-Riesenslalom-Weltcup und auf dem ersten Rang im Parallelslalom-Weltcup und im Parallel-Weltcup. In der Saison 2015/16 kam sie bei allen sieben Teilnahmen im Weltcup unter die ersten neun und errang zum Saisonende den achten Platz im Parallelslalom-Weltcup, den sechsten Platz im Parallelweltcup und den fünften Platz im Parallel-Riesenslalom-Weltcup. Im Europacup erreichte sie fünf zweite Plätze und gewann damit die Parallelwertung und die Parallelslalomwertung. In der Parallel-Riesenslalomwertung wurde sie Zweite. In der folgenden Saison errang sie mit vier Top-Zehn-Platzierungen, darunter Platz drei im Parallel-Riesenslalom in Pyeongchang, den 12. Platz im Parallel-Riesenslalom-Weltcup, den zehnten Rang im Parallelweltcup und den fünften Platz im Parallelslalom-Weltcup. Beim Saisonhöhepunkt, den Snowboard-Weltmeisterschaften 2017 in Sierra Nevada, belegte sie den 13. Platz im Parallelslalom und den zehnten Rang im Parallel-Riesenslalom. In der Saison 2017/18 belegte sie mit acht Top-Zehn-Platzierungen, darunter Platz drei im Parallelslalom in Winterberg und Rang zwei im Parallel-Riesenslalom in Cortina d’Ampezzo, den achten Platz im Parallel-Weltcup und den dritten Rang im Parallelslalom-Weltcup. Bei den Olympischen Winterspielen 2018 in Pyeongchang wurde sie Sechste im Parallel-Riesenslalom. In der folgenden Saison siegte sie im Parallelslalom in Moskau und belegte beim Parallel-Riesenslalom in Cortina d’Ampezzo und beim Parallelslalom im Secret Garden Skiresort jeweils den zweiten Platz. Sie gewann damit den Parallelslalom-Weltcup und errang im Parallel-Riesenslalom den neunten Platz und im Parallelweltcup den vierten Platz. Beim Saisonhöhepunkt, den Weltmeisterschaften 2019 in Park City, wurde sie Weltmeisterin im Parallelslalom. Zudem fuhr sie dort im Parallel-Riesenslalom auf den 18. Platz.
In der Saison 2019/20 holte Zogg drei Weltcupsiege. Zudem errang sie in Bad Gastein den dritten Platz im Parallelslalom und gewann zum Saisonende den Parallelslalom-Weltcup. Im Parallel-Riesenslalom-Weltcup wurde sie Vierte und im Parallelweltcup Zweite. Nach Platz sieben in Cortina d’Ampezzo zu Beginn der Saison 2020/21 errang sie in Rogla den dritten Platz im Parallel-Riesenslalom und siegte in Bannoye und in Berchtesgaden jeweils im Parallelslalom. Beim Saisonhöhepunkt, den Snowboard-Weltmeisterschaften 2021 in Rogla, wurde sie im Parallel-Riesenslalom und im Parallelslalom jeweils Neunte. Die Saison beendete sie auf dem dritten Platz im Parallelweltcup und auf dem ersten Rang im Parallelslalom-Weltcup. In der Saison 2021/22 holte sie drei Weltcupsiege. Zudem errang sie einmal den zweiten Platz und wurde damit im Parallel-Weltcup sowie im Parallelslalom-Weltcup jeweils Zweite. Bei den Olympischen Winterspielen 2022 in Peking errang sie den 13. Platz im Parallel-Riesenslalom.
Im Jahr 2015 absolvierte Zogg die Spitzensportler-Rekrutenschule der Schweizer Armee und verpflichtete sich als Zeitsoldatin.

## Teilnahmen an Weltmeisterschaften und Olympischen Winterspielen

### Olympische Winterspiele
- 2014 Sotschi: 7. Platz Parallelslalom, 9. Platz Parallel-Riesenslalom
- 2018 Pyeongchang: 6. Platz Parallel-Riesenslalom
- 2022 Peking: 13. Platz Parallel-Riesenslalom

### Snowboard-Weltmeisterschaften
- 2011 La Molina: 14. Platz Parallelslalom, 22. Platz Parallel-Riesenslalom
- 2015 Kreischberg: 4. Platz Parallel-Riesenslalom, 6. Platz Parallelslalom
- 2017 Sierra Nevada: 10. Platz Parallel-Riesenslalom, 13. Platz Parallelslalom
- 2019 Park City: 1. Platz Parallelslalom, 18. Platz Parallel-Riesenslalom
- 2021 Rogla: 9. Platz Parallelslalom, 9. Platz Parallel-Riesenslalom
- 2023 Bakuriani: 1. Platz Parallelslalom, 3. Platz Parallelslalom Team, 7. Platz Parallel-Riesenslalom
- 2025 Engadin: 4. Platz Parallel-Team, 5. Platz Parallel-Riesenslalom, 5. Platz Parallelslalom

## Weltcupsiege und Weltcup-Gesamtplatzierungen

### Weltcupsiege
| Nr. | Datum             | Ort           | Disziplin             |
| --- | ----------------- | ------------- | --------------------- |
| 1.  | 1. März 2015      | Asahikawa     | Parallelslalom        |
| 2.  | 26. Januar 2019   | Moskau        | Parallelslalom        |
| 3.  | 7. Dezember 2019  | Bannoye       | Parallelslalom        |
| 4.  | 25. Januar 2020   | Piancavallo   | Parallelslalom        |
| 5.  | 22. Februar 2020  | Pyeongchang   | Parallel-Riesenslalom |
| 6.  | 7. Februar 2021   | Bannoye       | Parallelslalom        |
| 7.  | 20. März 2021     | Berchtesgaden | Parallelslalom        |
| 8.  | 12. Dezember 2021 | Bannoye       | Parallelslalom        |
| 9.  | 12. März 2022     | Piancavallo   | Parallelslalom        |
| 10. | 19. März 2022     | Berchtesgaden | Parallelslalom        |
| 11. | 21. Januar 2023   | Bansko        | Parallelslalom        |
| 12. | 22. Januar 2023   | Bansko        | Parallelslalom        |

### Weltcup-Gesamtplatzierungen
| Saison  | Parallel | Parallel | Parallel-Riesenslalom | Parallel-Riesenslalom | Parallelslalom | Parallelslalom |
| Saison  | Punkte   | Platz    | Punkte                | Platz                 | Punkte         | Platz          |
| ------- | -------- | -------- | --------------------- | --------------------- | -------------- | -------------- |
| 2007/08 | 24       | 60.      | -                     | -                     | -              | -              |
| 2008/09 | -        | -        | -                     | -                     | -              | -              |
| 2009/10 | 973      | 27.      | -                     | -                     | -              | -              |
| 2010/11 | 2160     | 12.      | -                     | -                     | -              | -              |
| 2011/12 | 4330     | 6.       | -                     | -                     | -              | -              |
| 2012/13 | -        | -        | -                     | -                     | -              | -              |
| 2013/14 | 930      | 15.      | 480                   | 15.                   | 450            | 16.            |
| 2014/15 | 4740     | 1.       | 1790                  | 3.                    | 2950           | 1.             |
| 2015/16 | 2620     | 6.       | 1190                  | 5.                    | 1430           | 8.             |
| 2016/17 | 2680     | 10.      | 1550                  | 12.                   | 1130           | 5.             |
| 2017/18 | 3850     | 8.       | 2350                  | 13.                   | 1500           | 3.             |
| 2018/19 | 4770     | 4.       | 2550                  | 9.                    | 2220           | 1.             |
| 2019/20 | 5660     | 2.       | 3060                  | 4.                    | 2600           | 1.             |
| 2020/21 | 512      | 3.       | 217                   | 5.                    | 295            | 1.             |
| 2021/22 | 540      | 2.       | 195                   | 10.                   | 345            | 1.             |
| 2022/23 | 595      | 1.       | 250                   | 5.                    | 345            | 1.             |
| 2023/24 | 469      | 5.       | 257                   | 7.                    | 212            | 6.             |
| 2024/25 | 693      | 4.       | 486                   | 5.                    | 207            | 6.             |